# Kadampa
Kadampa é uma tradição do budismo mahayana fundada pelo mestre budista indiano Atisha (AD 982-1054).
Seus seguidores denominam-se "Kadampas". "Ka" significa "palavra" e se refere aos ensinamentos de Buda, e "dam" se refere às instruções transmitidas por Atisha ao povo do Tibete, chamadas de Lamrim ou As etapas do caminho à iluminação. 
O Lamrim mostra passo a passo como ingressar, progredir e concluir o caminho à iluminação.
O conhecimento Kadampa foi passado de geração à geração até ao século XIV.

## Novos Kadampas
A partir daí, a tradição Kadampa foi desenvolvida e amplamente difundida no Tibete por Je Tsongkhapa, que tornou os ensinamentos do Darma kadampa mais claros e acessíveis às pessoas.
Particularmente, ele ensinou a maneira de combinar o lamrim, lojong e o mahamudra tantra em uma só prática diária.
Assim como a união do estudo e da prática foi o objeto dos primeiros kadampas, a união do sutra e do tantra se tornou a tônica dos discípulos de Je Tsongkhapa, conhecidos sob o nome de novos kadampas.

## O budismo kadampa no mundo contemporâneo
Nos últimos anos o Budismo Kadampa sofreu uma considerável expansão no mundo todo, devido principalmente às ações do líder budista Kelsang Gyatso, que reivindica a retomada da antiga tradição Kadampa, mas sob uma perspectiva moderna. Sua reivindicação contrasta diretamente com a atual tradição Gelugpa liderada pelo 14º Dalai Lama, que, historicamente, é a continuação mais direta dos antigos Kadampas. Essa é a expressão institucional de conflitos internos das lideranças budistas tibetanas no exilio. 
Em 1997, Kelsang Gyatso fundou a Nova Tradição Kadampa - União Budista Kadampa Internacional (NTK- UBKI), com o propósito de difundir a fé budista em todo o mundo.